# Íránský cestovní pas

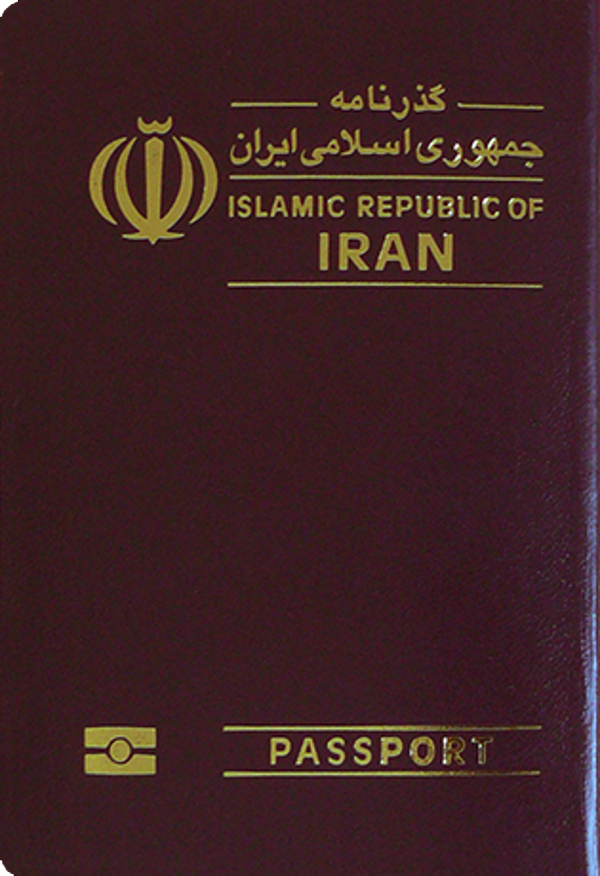
Íránský biometrický pas

Íránské cestovní pasy se vydávají státním příslušníkům Íránské islámské republiky za účelem cestování do zahraničí. Cestovní pas slouží i jako doklad o íránském občanství . Íránské pasy jsou vínové barvy se státním znakem Íránu vyobrazeným na horní straně přední strany.
Na pravé straně znaku jsou persky vyryta slova „ جمهوری اسلامی ایران “, což znamená Íránská islámská republika, a „ گذرنامه “, v překladu cestovní pas, kromě perštiny je to také v angličtině. Írán začal vydávat diplomatické a služební biometrické pasy v červenci 2007. Běžné biometrické pasy začaly být vydávány 20. února 2011. Tyto pasy obsahují 32 stran, ale pasy z roku 2014 mají 16 stran.
Na vnitřní straně zadní strany obálky íránských pasů je uveden nápis: „Držitel tohoto pasu není oprávněn cestovat do okupované Palestiny “, což je odkaz na Izrael.
Před Íránskou islámskou revolucí v roce 1979, se pasy vydávané Íránským císařstvím značně lišily, používal se nápis „Íránské císařství“ překládaný do francouzštiny namísto angličtiny. Íránský pas je hodnocen jako jeden z nejhorších na světě z hlediska globální mobility.

## Vízové požadavky

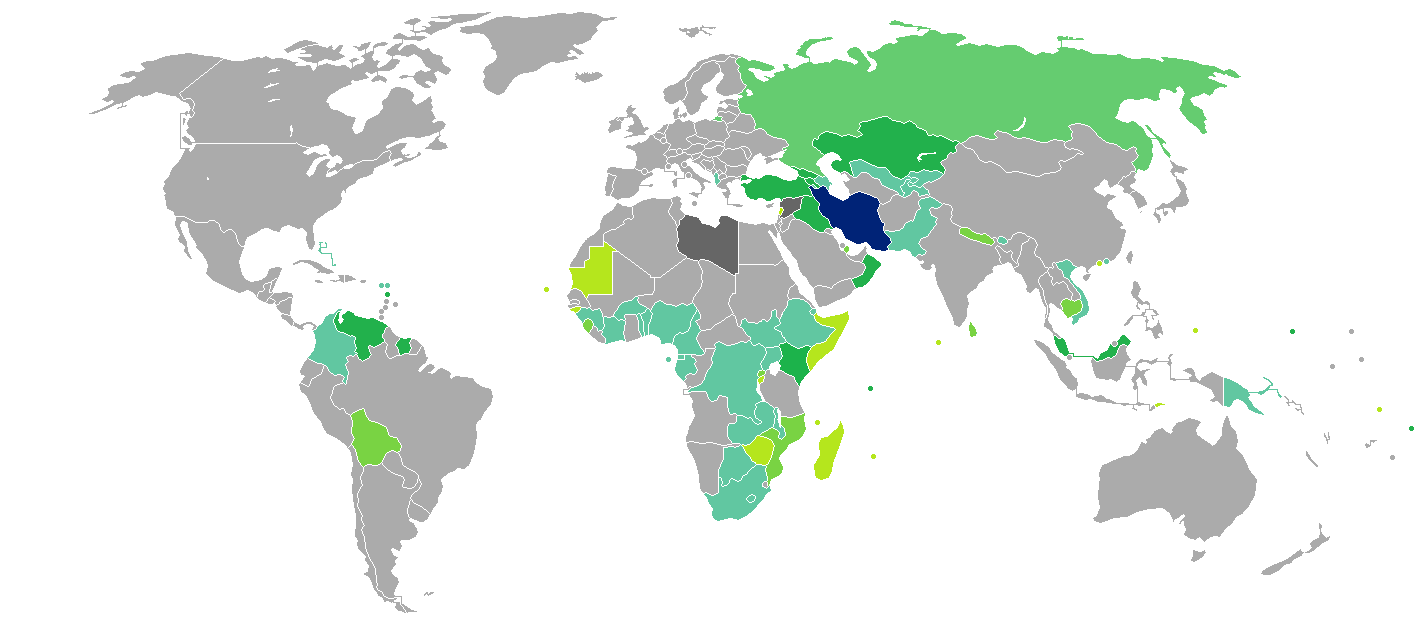
Vízové požadavky pro držitele íranských pasů
Írán
Vízum není nutné
Vízum při příjezdu
eVisa
Vízum dostupné při příjezdu nebo online
Přístup do některých oblastí
Vízum nutné předem
Vstup odmítnut